# Просьюмер
Просью́мер (англ. prosumer, от professional либо producer + consumer — «профессиональный потребитель» либо «производитель-потребитель») — человек, который принимает активное участие в процессе производства товаров и услуг, потребляемых им самим. В обществе просьюмеров смазываются границы между обладателями средств производства и конечными покупателями, между рабочим местом и жильем. Термин «просьюмер» иногда переводят как «производитель для себя».

## История
Впервые предположение, что под влиянием компьютерных технологий потребитель станет также выполнять функцию производителя, было высказано Маршаллом Маклюэном и Баррингтоном Невиттом в их совместной работе Take Today (1972). Сам термин Prosumer появляется в книге «Третья волна» (1980) американского футуролога Элвина Тоффлера, где оно образовано от «producer + consumer». По Тоффлеру, просьюмеризм в чистом виде присутствовал в условиях традиционного общества и натурального хозяйства, в так называемую «первую волну». Промышленная революция XVIII века, начавшая «вторую волну» развития общества, свела к минимуму такую форму производства и потребления, так как субъекты выполнения соответствующих функций отделились друг от друга. В 1950-х годах наступила новая фаза — «третья волна». Произошла реинтеграция функций производства и потребления, ознаменованная «новым рождением» или «воскрешением» просьюмера. Есть мнение, что причиной тому послужило влияние Второй мировой войны, во время которой в среде европейского рабочего класса появились особые привычки производства и потребления в целях экономии. После войны такая деятельность превратилась в способ развлечения.

## Общество просьюмеров
Основные процессы, характерные для общества просьюмеров — снижение влияния рынка товаров и индивидуализация всех сфер человеческой деятельности. Люди постиндустриального общества в среднем проводят на работе в два раза меньше времени (около 40 часов в неделю), чем рабочие во время промышленной революции (80—90 часов). Это позволяет первым иметь больше свободного времени на самостоятельное производство материальных благ. Просьюмер сознательно упускает возможность зарабатывать больше, так как экономит на приобретении готовых товаров и услуг, цены на которые постоянно растут. Таким образом, средства производства возвращаются в среду домохозяйства, а структура рынка переживает фундаментальные изменения:

Производство для себя" ведет к демаркетизации хотя бы некоторых видов деятельности, тем самым изменяя роль рынка в жизни общества. Оно наводит мысли об экономике будущего, непохожей на известные до сих пор… Возникновение «производства для себя» указывает на необходимость экономики, которая не будет походить на экономики Первой или Второй волн, но в новом историческом синтезе сплавит воедино характеристики обеих.
— Элвин Тоффлер

### Web 2.0 и просьюмеры
Развитие и распространение цифровых технологий привели к ситуации, когда связь через интернет стала атрибутом повседневной жизни большей части населения. Технологии Web 2.0 сделали интернет основным пространством просьюмеризма. Появилось множество таких веб-сайтов, как YouTube и SoundCloud, на которые пользователи-любители могут загружать собственные материалы. Wikipedia предполагает переработку и реорганизацию контента, уже имеющегося в других источниках. Так, загрузка DJ-микса на SoundCloud или написание статьи на Wikipedia относится к производству, а их соответственное прослушивание и прочтение — к потреблению.
Однако просьюмерами можно считать только тех пользователей, которые активно вовлечены в оба процесса. В отличие от того «протребления», которое имело место ранее, с появлением технологий Web 2.0 просьюмеры редко пользуются продуктами собственного производства. Вместо этого они потребляют схожий контент, произведенный членами того же интернет-сообщества, что и они сами, обмениваясь мнениями и рекомендациями в комментариях.

### СМИ
В таком обществе возрастает роль гражданской журналистики, когда обычные граждане, которые не являются профессиональными авторами, принимают активное участие в создании новостных сообщений. Распространение портативных цифровых устройств привело к ситуации, когда очевидцы некоторого события могут сразу запечатлеть его без участия журналистов. В результате в информационное поле выходят сообщения, которые позволяют пережить событие «от первого лица» и нередко выступают более авторитетными источниками, чем журналистские материалы. Например, во время взрывов в лондонском метро в 2005 году репортеры не могли пройти на станции, и непосредственное освещение происшествия стало задачей тех, кто в тот момент находился в подземке. Еще с начала 1970-х годов Тоффлер отметил процесс демассификации средств массовой информации: они становились более персонализированными, приоритет все чаще стал отдаваться малотиражным изданиям с расширенными возможностями обратной связи.

### Блоги
Для просьюмеров одной из главных площадок самовыражения становятся блоги, так как они предоставляют возможность создавать и просматривать контент в одной и той же среде, которую можно легко и быстро освоить. Из-за отсутствия согласия по поводу того, являются ли блоги СМИ, а также редкой возможности установить авторство того или иного блога, обостряется проблема различения фактов и мнений. Однако в целом блоги рассматриваются как положительный фактор для рынка журналистики, что в 2011 году подтвердил финансовый обозреватель агентства Reuters Феликс Салмон: 
«Сейчас происходит процесс конвергенции: информационные агентства все больше походят на блоги, а блоги — на информационные агентства. Это идет во благо и тем, и другим, несмотря на то, что статус „блогера“ больше не выглядит таким интересным и значительным, как раньше»Оригинальный текст (англ.)There’s convergence going on — news organizations are becoming bloggier, and blogs are becoming newsier — and that process works to the benefit of both, even as it makes the status of “blogger” less interesting or meaningful

## Развитие концепции
Одним из первых на концепцию просьюмера обратил внимание маркетолог Филип Котлер. В своей статье 1986 года The Prosumer Movement: a New Challenge for Marketers Котлер вводит термин «движение просьюмеров», имея в виду под ней обширную группу людей, представляющую серьезный вызов для маркетинговой деятельности больших компаний. Исследование феномена в XXI веке продолжил профессор Мэрилендского университета, социолог Джордж Ритцер. В своих работах он делает упор на получение предприятиями дополнительной выгоды вследствие того, что затратные операции по обработке материалов и созданию конечных продуктов делегируются просьюмерам. Ритцер в 2014 году в эссе The Rise of the Prosuming Machines объявил об «упадке просьюмера и подъеме умных машин-просьюмеров», имея в виду устройства, подключенные к интернету вещей, которые постоянно формируют, отправляют и получают пакеты данных без участия человека.